# 2020–2021-es magyar női kézilabda-bajnokság (első osztály)
A 2020–2021-es magyar női kézilabda-bajnokság (szponzorációs nevén K&H női kézilabda liga) a bajnokság 70. kiírása volt.
Az előző szezonhoz hasonlóan ebben az idényben is 14 csapat alkotta az első osztály mezőnyét. A 2019–2020-as, a koronavírus-járvány miatt félbeszakított idényt követően nem volt kieső, nem hirdettek bajnokot sem, a nemzetközi kupaporondon való indulás jogát a 2018–2019-es szezon végeredménye alapján határozta meg a Magyar Kézilabda Szövetség.
A Szent István SE és a Nemzeti Kézilabda Akadémia (NEKA) stratégiai együttműködési szerződést kötött, közös csapatot indítottak a szezonban, Boglári Akadémia-SZISE néven.
A bajnokságot a Ferencváros nyerte, története során 13. alkalommal.

## Résztvevő csapatok
| Klub név                  | Székhely        |
| ------------------------- | --------------- |
| Alba Fehérvár KC          | Székesfehérvár  |
| EUbility Group Békéscsaba | Békéscsaba      |
| DVSC SCHAEFFLER           | Debrecen        |
| Dunaújvárosi Kohász KA    | Dunaújváros     |
| Érd                       | Érd             |
| FTC-Rail Cargo Hungaria   | Budapest        |
| Győri Audi ETO KC         | Győr            |
| Kisvárda Master Good SE   | Kisvárda        |
| Mosonmagyaróvári KC SE    | Mosonmagyaróvár |
| MTK Budapest              | Budapest        |
| Siófok KC                 | Siófok          |
| Boglári Akadémia-SZISE    | Balatonboglár   |
| Szombathelyi KKA          | Szombathely     |
| GVM Europe-Vác            | Vác             |

### Csapatok száma megyénkénti bontásban
| # |  | Megye                        | Csapatok száma | Csapat(ok)                            |
| - |  | ---------------------------- | -------------- | ------------------------------------- |
| 1 |  | Budapest (főváros)           | 2              | Ferencvárosi TC és MTK Budapest       |
| 1 |  | Fejér megye                  | 2              | Alba Fehérvár és Dunaújvárosi KKA     |
| 1 |  | Győr-Moson-Sopron megye      | 2              | Győri Audi ETO és Mosonmagyaróvári KC |
| 1 |  | Pest megye                   | 2              | Érd NK és Váci NKSE                   |
| 1 |  | Somogy megye                 | 2              | Siófok KC és Boglári Akadémia-SZISE   |
| 6 |  | Békés megye                  | 1              | Békéscsabai Előre NKSE                |
| 6 |  | Hajdú-Bihar megye            | 1              | Debreceni VSC                         |
| 6 |  | Szabolcs-Szatmár-Bereg megye | 1              | Kisvárdai KC                          |
| 6 |  | Vas megye                    | 1              | Szombathelyi KKA                      |

### Vezetőedző-váltások
| Csapat          | Távozó edző    | Távozás módja    | Távozás dátuma             | Helyezés a tabellán | Érkező vezetőedző | Kinevezés dátuma  |
| --------------- | -------------- | ---------------- | -------------------------- | ------------------- | ----------------- | ----------------- |
| Békéscsaba      | Horváth Roland | Közös megegyezés | A 2019–2020-as szezon után | Előszezon           | Vida Gergő        | 2020. július 1.   |
| Dunaújváros     | György László  | Közös megegyezés | A 2019–2020-as szezon után | Előszezon           | Vágó Attila       | 2020. július 1.   |
| Érd             | Szabó Edina    | Közös megegyezés | A 2019–2020-as szezon után | Előszezon           | Horváth Roland    | 2020. július 1.   |
| Mosonmagyaróvár | Bognár Róbert  | Közös megegyezés | A 2019–2020-as szezon után | Előszezon           | Gyurka János      | 2020. július 1.   |
| Siófok          | Tor Odvar Moen | Közös megegyezés | A 2019–2020-as szezon után | Előszezon           | Bent Dahl         | 2020. július 1.   |
| Siófok          | Bent Dahl      | Közös megegyezés | 2020. október 19.          |                     | Zdravko Zovko     | 2020. október 20. |
| Győr            | Danyi Gábor    | Felmentés        | 2021. május 7.             | 1.                  | Ambros Martín     | 2021. május 10.   |

### Tabella
| Hely. | Csapat                  | M  | Gy | D | V  | G+  | G–  | Gk   | P  | Továbbjutás                |
| ----- | ----------------------- | -- | -- | - | -- | --- | --- | ---- | -- | -------------------------- |
| 1.    | FTC-Rail Cargo Hungaria | 26 | 25 | 0 | 1  | 892 | 590 | +302 | 50 | Bajnokok Ligája-csoportkör |
| 2.    | Győri Audi ETO          | 26 | 25 | 0 | 1  | 932 | 542 | +390 | 50 | Bajnokok Ligája-csoportkör |
| 3.    | Mosonmagyaróvári KC     | 26 | 18 | 0 | 8  | 740 | 699 | +41  | 36 | Európa-liga csoportkör     |
| 4.    | Váci NKSE               | 26 | 16 | 1 | 9  | 769 | 753 | +16  | 33 | Európa-liga 2.selejtezőkör |
| 5.    | DVSC SCHAEFFLER         | 26 | 15 | 1 | 10 | 774 | 717 | +57  | 31 | Európa-liga 1.selejtezőkör |
| 6.    | MTK Budapest            | 26 | 14 | 2 | 10 | 785 | 805 | −20  | 30 |                            |
| 7.    | Siófok KC               | 26 | 16 | 1 | 9  | 803 | 723 | +80  | 29 |                            |
| 8.    | Kisvárda Master Good    | 26 | 8  | 2 | 16 | 649 | 715 | −66  | 18 |                            |
| 9.    | Dunaújvárosi Kohász     | 26 | 9  | 0 | 17 | 699 | 774 | −75  | 18 |                            |
| 10.   | Alba Fehérvár           | 26 | 7  | 1 | 18 | 676 | 808 | −132 | 15 |                            |
| 11.   | Érd                     | 26 | 6  | 2 | 18 | 701 | 828 | −127 | 14 |                            |
| 12.   | Szombathelyi KKA        | 26 | 6  | 1 | 19 | 653 | 813 | −160 | 13 |                            |
| 13.   | Szent István SE         | 26 | 6  | 1 | 19 | 693 | 815 | −122 | 13 | Kiesett az NB I/B-be       |
| 14.   | Békéscsabai Előre       | 26 | 4  | 2 | 20 | 641 | 825 | −184 | 10 | Kiesett az NB I/B-be       |

1. ↑  A Siófoktól 4 pont levonva